# Class (音楽グループ)
class（クラス）は、日本の男性デュオグループ。デビュー曲の「夏の日の1993」は販売枚数170万枚を超えるミリオンヒットを記録した。1996年に解散したが、2003年に再結成。さらに2008年より、日浦孝則に代わり、class所属のGMAエンタープライズ元代表取締役である岡崎公聡がメンバーとなり再始動したが、2009年に津久井克行が死去したことにより活動を終了した。

## メンバー

### 1993-1996年、2003-2004年のメンバー
- 津久井克行（つくい かつゆき、1959年10月13日 - 2009年10月2日）

群馬県桐生市出身。
TV出演時の立ち位置は向かって左で、アコースティックギターを弾きながら歌唱する。ハスキーな歌声が特徴で、時たまサングラスをかけている場合がある。
2009年10月2日 14時01分 すい臓がんで死去、享年49。
- 日浦孝則（ひうら たかのり、1960年1月17日 - ）

広島県東広島市出身。
TV出演時の立ち位置は向かって右で、エレキギターを弾きながら歌唱する。
作詞又は作曲がclass名義になっている楽曲は実際には日浦の作詞または作曲であると公表している。
現在はインディーズレーベルVanilla Sky Recordsで活動中。
同レーベルからソロとして初のアルバムとなる『心のベル』もリリースしている。

### 2008-2009年のメンバー
- 津久井克行

- 岡崎公聡（おかざき こうそう、1960年5月8日 - ）

北海道釧路市出身。
元スケートインターハイ選手。ゴルフクラブメーカー、GMAブランドのティーティーオー元株式会社代表取締役。classが所属するGMAエンタープライズの元代表取締役でもある。

## 概要
横浜のクラブの米軍基地などで外国人を相手にハウスバンドでR&Bのカバー曲を中心に音楽活動をしていた津久井と、一度はソロデビューを果たしたがアマチュアに戻りシステムエンジニアをしながらオリジナル曲をストックしデモテープを持ち込んでいた日浦。 この2人が、「日本でサイモン＆ガーファンクルのようなデュオをつくりたい」というプロデューサーによって引き合わされ、結成。 初めて2人が顔をあわせた時、30歳を過ぎても音楽にハマっている者同士、同属意識のようなものを感じたという。
デビューは日浦、津久井ともに33歳と異例の遅咲きのデビューとなった。デビュー曲の『夏の日の1993』は販売枚数170万枚を超えるヒットとなり、その後シングル7枚、アルバム6枚をリリース。
1996年3月31日に解散。
2003年にはデビュー10周年記念として再結成し『夏の日の1993〜2003 up to date session〜』をリリース、ライブを開催。2004年には7枚目のアルバム『夏記（かき）』をリリースした。
2008年4月に日浦孝則が脱退、津久井克行と岡崎公聡という組み合わせで再始動した。
2008年12月、シングル「冬の日の2009」をリリース。「冬の日のクラス会」も開催した。2009年には、津久井は「（『冬の日の2009』で）、紅白出場を目指す」と言っていた。オリジナルフルアルバム『十六年と一日』を発表。しかし2009年10月、津久井が50歳の誕生日を目前に、膵臓癌のため死去。大きなステージは、同年8月6日に開催された神宮外苑花火大会で神宮球場が最後となった。

## ディスコグラフィ

### シングル
1. 「夏の日の1993」（1993年4月21日）
2. 「もう君を離さない」（1993年10月18日）
3. 「Holiday」（1994年3月28日）
4. 「永遠の素顔」（1994年5月16日）
5. 「百万本の雨」（1994年10月31日）
6. 「夏にかかるWedding Song」（1995年5月25日）
7. 「君だけが知ってる」（1995年10月21日）
8. 「夏の日の1993〜2003 up to date session〜」（2003年7月9日）セルフカバー
9. 「冬の日の2009」（2008年12月3日）改作セルフカバー

### アルバム

#### オリジナルアルバム
1. 『Mellow Prism』（1993年7月26日）
2. 『DuO』（1993年11月15日）
3. 『Re-Prologue』（1994年4月25日）
4. 『That's cool!』（1995年6月22日）
5. 『夏記』（2004年7月21日）ミニアルバム
6. 『十六年と一日』（2009年4月22日）

#### ベストアルバム
1. 『CLASSIX』（1994年11月14日）
2. 『class book-class 1993to1996 Best-』（1996年3月28日）
3. 『究極のベスト！ class』（2005年7月27日）
4. 『BEST of BEST』（2007年6月27日）
5. 『プレミアム・ベスト class』（2009年8月26日）

### その他
|            | 発売日         | 収録アルバム                                         | 収録曲                      | 規格 | 規格品番     |
| ---------- | -------------- | ---------------------------------------------------- | --------------------------- | ---- | ------------ |
| オムニバス | 1994年11月2日  | Snow Kiss…IngII〜for Friends〜                       | White Winter                | CD   | FHCF-2189    |
| オムニバス | 1995年11月10日 | a Noёl！                                             | 聖夜                        | CD   | AMCM-4234    |
| オムニバス | 1996年10月2日  | 雨のち晴れ                                           | Rainy Day                   | CD   | KTCR-1390    |
| TV主題歌   | 2002年9月4日   | スーパー・セレクト TV THEMES「ヒーロー」             | 夏の日の1993                | CD   | KICX-7102    |
| CD-BOX     | 2003年         | J-POP CAFE                                           | 夏の日の1993                | 4CD  | WQCL-180~3   |
| オムニバス | 2003年3月26日  | J-POP 90's Red                                       | 夏の日の1993                | CCCD | AVCD-17290   |
| オムニバス | 2005年4月6日   | DUO DUET SONGS COMPILE                               | 夏の日の1993                | 2CD  | MHCL-533/4   |
| CD-BOX     | 2005年12月1日  | Hits on TV                                           | 夏の日の1993                | 4CD  | DMCA-40170   |
| オムニバス | 2006年7月5日   | Summer                                               | 夏の日の1993                | 2CD  | MHCL-839/40  |
| オムニバス | 2007年4月25日  | R35 Sweet J-Ballads                                  | 夏の日の1993                | CD   | WPCL-10398   |
| オムニバス | 2007年7月4日   | Hot Summer                                           | 夏の日の1993                | 2CD  | MHCL-1116/7  |
| オムニバス | 2007年7月9日   | Summer Time                                          | 夏の日の1993                | CD   | FLCF-4241    |
| オムニバス | 2007年10月24日 | GIFT                                                 | 夏の日の1993(Sea Side ver.) | CD   | BZCS-5013    |
| オムニバス | 2008年3月26日  | J-ポッパー伝説[DJ 和 in No.1 J-POP MIX]              | 夏の日の1993                | CD   | AICL-1909    |
| オムニバス | 2008年10月8日  | 決定盤！！「ニュー・ミュージックの時代」ベスト       | 夏の日の1993                | 2CD  | PCCK-20006   |
| オムニバス | 2009年1月21日  | とくダネ！朝のヒットスタジオ Vol.3                   | 夏の日の1993                | CD   | UICZ-8049    |
| オムニバス | 2009年7月1日   | BEST SUMMER                                          | 夏の日の1993                | 2CD  | MHCL-1547/8  |
| オムニバス | 2009年9月16日  | Around 40's Karaoke Best Songs『Sing!Sing!Sing!2』   | 夏の日の1993                | CD   | TKCA-73463   |
| オムニバス | 2010年3月17日  | 胸キュン90's〜ひとりで聴きたい恋の歌〜               | 夏の日の1993                | 2CD  | AVCD-38047/8 |
| オムニバス | 2010年5月19日  | 決定盤！！ドライヴ・ミュージック~ヴォーカル編 ベスト | 夏の日の1993                | 2CD  | PCCK-20053   |
| オムニバス | 2010年6月30日  | PERFECT SUMMER                                       | 夏の日の1993                | 2CD  | MHCL-1774/5  |
| オムニバス | 2010年8月18日  | クライマックス・クール〜男性ヴォーカル・セレクション | 夏の日の1993                | 2CD  | MHCL-1793/4  |
| CD-BOX     | 不明           | J-POPアンソロジー                                    | 夏の日の1993                | 12CD | GSD3501-12   |

## タイアップ曲一覧
- 夏の日の1993：テレビ朝日系「君といつまでも」主題歌。セゾンカードCMソング
- September True Love：明治乳業「マグノリア」CMイメージソング
- もう君を離さない：テレビ朝日系ドラマ「女検事の捜査ファイル」主題歌
- Holiday:関西テレビ・フジテレビ系ドラマ「白の条件」主題歌
- 永遠の素顔：カルピス食品工業「カルピスウォーター'94」CMソング
- 百万本の雨：テレビ朝日系ドラマ「ママのベッドへいらっしゃい」挿入歌
- 夏にかかるWedding Song：テレビ朝日系「クイズ21! ジャックをねらえ」エンディングテーマ
- 君だけが知ってる：日本テレビ系 「独占!!スポーツ情報」イメージソング
- 冬の日の2009：読売テレビ系「ダウンタウンDX」2008年12月～2009年1月エンディングテーマ・中京テレビ系「スポーツスタジアム」2008年12月期エンディングテーマ

## M-onederful
Class、KENJIRO、井上武英の4人による限定ユニット。
1. 「Endless World」（1995年6月5日発売）映画「きけ、わだつみの声 Last Friends」イメージソング。

## 出演

### テレビ
NHK
- ポップジャム

日本テレビ系
- M2
- M-STAGE

TBS系
- COUNT DOWN TV
- パンダが町にやってくる 第2週・特別ゲスト（2008年）

フジテレビ系
- ミュージックフェア
- MJ -MUSIC JOURNAL-
- 情報プレゼンター とくダネ!（2008年2月7日「朝のヒットスタジオ」）

テレビ朝日系
- ミュージックステーション
  - MUSIC STATION SPECIAL SUPER LIVE'93（1993年12月24日）

ほか